# Типовий договір
Типовий догові́р — затверджена компетентним органом письмова форма договору із заздалегідь визначеними умовами.
Відповідно до ч. 4 ст. 179 Господарського кодексу України господарський договір може бути укладений на підставі типового договору, затвердженого Кабінетом Міністрів України, чи у випадках, передбачених законом, іншим державним органом або органом державної влади, коли сторони не можуть відступати від змісту типового договору, але мають право конкретизувати його умови.
Типові договори, поряд із примірними договорами, є інструментами державного регулювання договірних відносин у сфері господарювання, які застосовуються для спрощення процесу укладання конкретних господарських договорів та визначення бажаної, з точки зору держави, моделі договірних зобов'язань. Типовий договір є обов'язковим до застосування.
Раніше подібні формалізовані документи також називали «зразковими». Наприклад, наказом Голови Фонду державного майна від 16.10.1992 було затверджено «Зразковий договір оренди». Ця форма втратила чинність у зв'язку із затвердженням типових договорів. Зокрема, форма відповідного зразкового договору була скасована наказом Фонду державного майна України від 19.04.96 N 457" Про затвердження Типового договору оренди державного майна".
В сфері трудових відносин застосовуються типові контракти. Наприклад, наказом від 12.11.1993 — «Установчий договір про створення закритого акціонерного товариства», спільно з іншими міністерствами затверджена «Типова форма контракту з керівником підприємства, що є у загальнодержавній власності» (зареєстрована в Мінюсті України 31.03.1993).
Типовий договір слід відрізняти від примірного договору (всі умови якого є рекомендаційними).

## Види типових договорів за законодавством України
Наказом Фонду державного майна України від 23.08.2000 № 1774 затверджено «Типовий договір оренди цілісного майнового комплексу державного підприємства (структурного підрозділу підприємства)», «Типовий договір оренди індивідуально визначеного майна (нерухомого або іншого), що належить до державної власності».